# Далматинство
Далматинство или далматински национализам односи се на историјски национализам или патриотизам Далматинаца и далматинске културе. Било је значајних далматинских националиста у 19. веку, али је далматински регионални национализам временом избледео у корист етничког национализма.
Далматински песник из 17. века Јеролим Кавањин (Girolamo Cavagnini) испољио је далматинство, идентификујући се као „Далматинац“ и називајући Далмацију својом домовином, што Џон Фајн тумачи да није био националистички појам.
Током инкорпорације Далмације у Аустријско царство, са аутономашком странком у Далмацији која је одбијала и противила се плановима да се Далмација укључи у састав Хрватске; уместо тога подржавала је аутономну Далмацију засновану на мултикултуралном удружењу далматинских етничких заједница: Хрвата, Срба и Италијана, уједињених као Далматинци. Аутономашка странка је оптужена да је тајно била проиталијански покрет због одбране права етничких Италијана у Далмацији. Такође, подршка аутономији Далмације, имала је дубоке историјске корене у идентификовању далматинске културе као повезивања западне културе преко венецијанског италијанског утицаја и источне културе преко јужнословенског утицаја, такво гледиште је подржао далматински аутономаш Стипан Ивичевић. Аутономистичка странка није тврдила да је италијански покрет, и назначила је да саосећа са осећајем хетерогености међу Далматинцима у супротности са етничким национализмом. На изборима 1861. године аутономаши су у Далмацији освојили двадесет седам мандата, док је далматински хрватски националистички покрет, Народна странка, освојио само четрнаест мандата.
О питању аутономије Далмације расправљало се након стварања Југославије 1918. године, због подела унутар Далмације око предлога спајања региона са територијама које су чиниле некадашњу Краљевину Хрватску и Славонију. Предлоге за аутономију Далмације у саставу Југославије давали су Далматинци у саставу југословенских партизана током Другог светског рата; међутим, овим предлозима су се оштро супротставили хрватски комунисти и од предлога се убрзо одустало.

## Далматинска национална странка
Далматинска национална странка је била политичка организација у Хрватској (упркос називу, није регистрована као политичка странка) која је промовисала оживљавање далматинског језика и стварање аутономне регије Далмације у Далмацији и регији Кварнарских острва.